# Buccino (caracola)

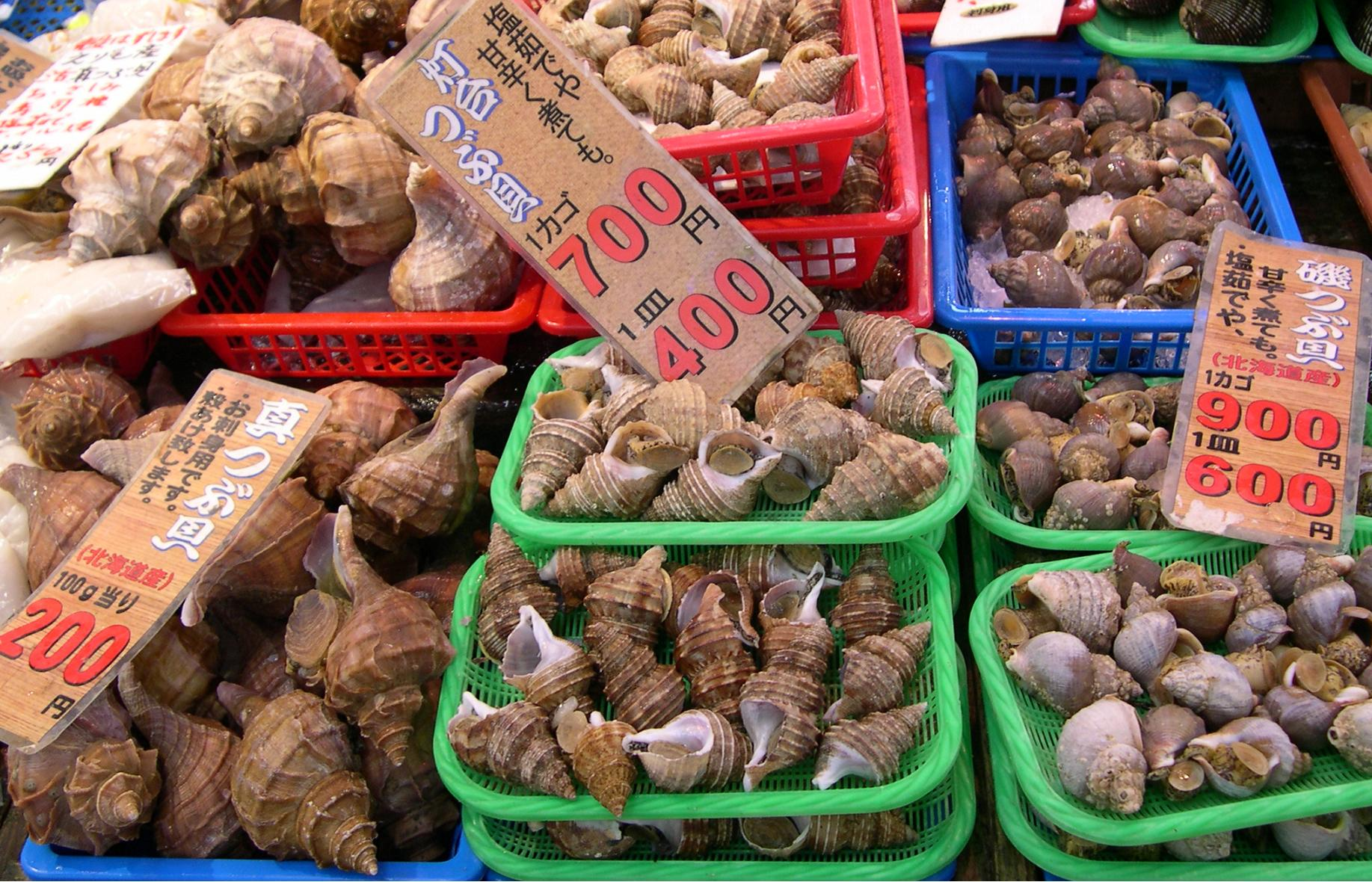
Varias especies diferentes de grandes buccinos de la familia Buccinidae a la venta en un mercado de pescado en Japón.

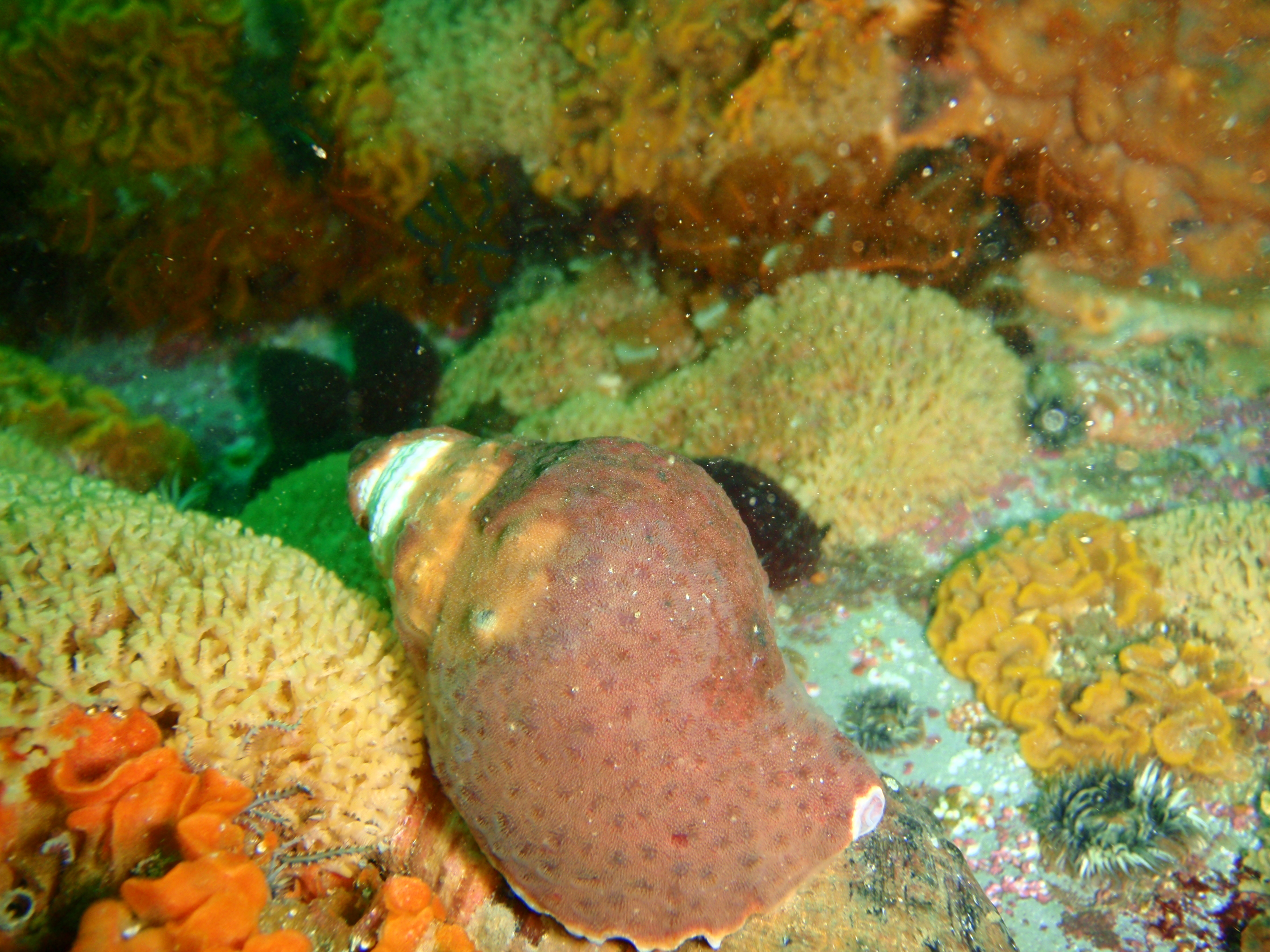
Un buccino salvaje en Miller's Point, cerca de Ciudad del Cabo.

Buccino es un nombre común aplicado a varios tipos de caracolas de mar. Aunque una cantidad de buccinos son relativamente grandes y pertenecen a la familia Buccinidae (los verdaderos buccinos), la palabra buccino también se aplica a algunas otras especies de gasterópodos marinos dentro de varias familias de caracolas marinos que no están relacionadas de manera cercana.
Históricamente, muchos buccinos han sido utilizados, o lo son aún, por seres humanos y otros animales como alimento. En una porción de buccinos de referencia de 100 gramos (3,5 oz), hay 137 kilocalorías (573,6 kJ) de energía alimentaria, 24 g de proteína, 0,34 g de grasa, y 8 g de carbohidratos.
Nucella lapillus (a veces llamados buccinos perro), una especie depredadora, se usaba en la antigüedad en la elaboración de un rico tinte rojo que mejora en color a medida que envejece.
Los buccinos verdaderos son carnívoros y se alimentan de anélidos, crustáceos, mejillones y otros moluscos, perforando agujeros a través de las conchas para poder acceder a los tejidos blandos. Los buccinos usan quimiorreceptores para localizar a sus presas.

## Uso
Las especies, géneros y familias a las que se refiere el nombre común de buccino varían mucho de una zona geográfica a otra.

### América

#### Argentina
Diferentes especies son mencionadas como buccinos en Argentina, como por ejemplo, Buccinanops globulosus, Buccinanops squalidus, B. globulosus, B. moniliformis, B. cochlidium y otros. El balneario de Playas Doradas incluye Buccino como nombre de una avenida.

#### Brasil
Existe en Brasil un juego de adivinación afrobrasileño muy popular practicado por mujeres mayores de ascendencia africana llamado jogo de búzios (juego de buccinos), en el que se usan conchas vacías de estos gasterópodos.

#### Estados Unidos
En los Estados Unidos, buccino (en inglés, whelk) se refiere a varias especies comestibles grandes de los géneros Busycon y Busycotypus, que ahora se clasifican en la familia Buccinidae. Éstos reciben a veces el nombre de buccinos Busycon.
Además, el murex invasivo Rapana venosa no relacionado es llamado buccino rapa veteado o buccino rapa asiático en la familia Muricidae.

#### Indias Occidentales
En las islas de habla inglesa de las Indias Occidentales, la palabra buccinos (whelks o wilks; esta palabra es tanto singular como plural) se aplica al gastrópodo comestible Cittarium pica, de la familia Trochidae.

### Europa

#### Islas británicas, Bélgica, Países Bajos
En las islas británicas, Bélgica y los Países Bajos (wulk / wullok), la palabra se usa para varias especies de la familia Buccinidae, especialmente Buccinum undatum, una especie comestible europea y noratlántica.
En las islas británicas, el nombre común «buccino perro» (dog whelk) se usa para referirse a Nucella lapillus (familia Muricidae) y para las especies Nassarius (familia Nassariidae). Históricamente, se usaban como comida callejera popular en el Londres de la época victoriana, generalmente vendidos cerca de bares y teatros.

#### Escocia
En Escocia, la palabra buccino (whelk) también se usa para referirse al bígaro (Littorina littorea), familia Littorinidae.

### Asia

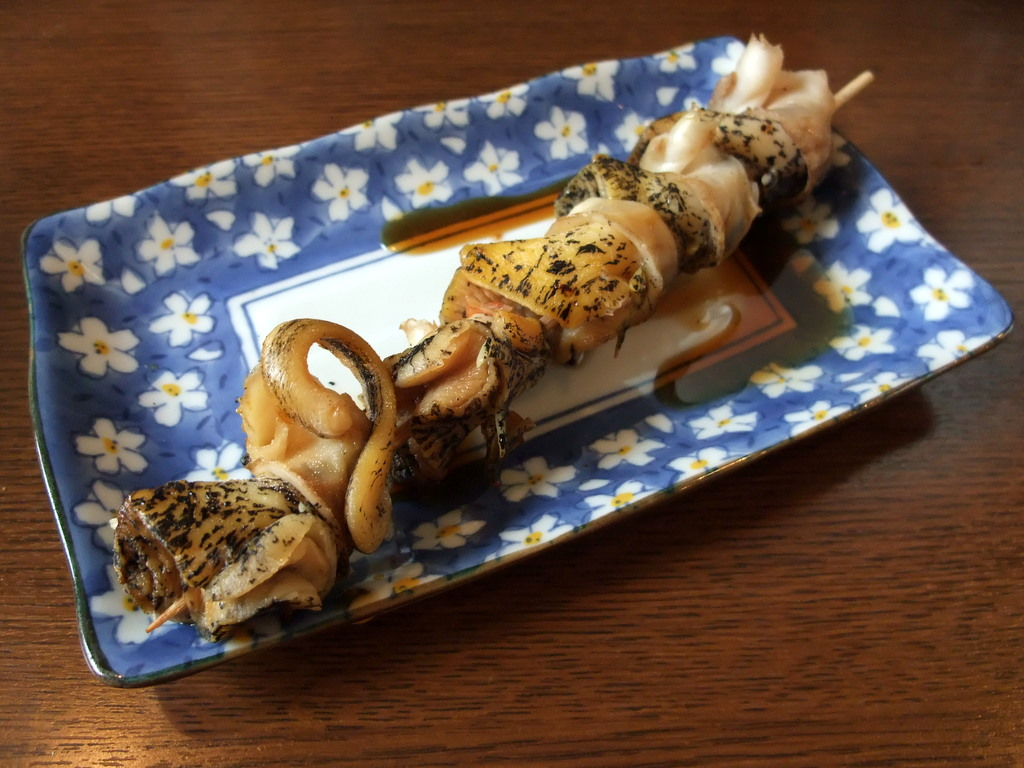
Buccinos en brocheta de Japón.

En Japón, los buccinos (ツブ, 螺 tsubu?)  se usan con frecuencia en sashimi y sushi. En Vietnam, se sirven en un plato llamado Bún ốc - fideos con caracolas de mar. Golbaengi-muchim (골뱅이 무침) es un plato coreano que tiene buccinos en salsa de chile en una ensalada con fideos fríos. Ha sido una guarnición muy popular acompañada con alcohol durante muchas generaciones.

### Oceanía
En Australia y Nueva Zelanda, las especies del género Cabestana (familia Ranellidae ) se denominan buccinos depredadores, y las especies de Penion (familia Buccinidae) se denominan buccinos sifón .

## Algunos ejemplos comunes
- Caracol toro, la concha estatal de Georgia y Nueva Jersey,
- Buccino moteado
- «Buccino arrugado», «Buccino inflado» y «Buccino lira», nombres comunes de Neptunea lyrata
- Buccino morado arrugado